# バラ色の明日
『バラ色の明日』（バラいろのあした）は、いくえみ綾による日本の漫画作品のシリーズ。第45回小学館漫画賞少女部門受賞作。

## 概要
『別冊マーガレット』（集英社）にて連載されていたシリーズであり、シリーズを含む短編が集められた作品集である。2009年には同誌1月号に、『別冊マーガレット』45周年記念スペシャル企画として「〜灯〜」が100ページの長編読み切りとして掲載された。
単行本は集英社マーガレットコミックスより全6巻、集英社文庫より全4巻、完全版コミックスより全6巻。
第3巻収録のショートストーリー「ふたりの明日」、第4巻収録の「赤い月の話」、第6巻収録の「キスミークイック」は文庫版以降の「バラ色の明日」シリーズには含まれない。
文庫版では、第2話の続きである「頼ちゃんは叶わぬ恋をしている」が1巻に挿入されている。
完全版では、「頼ちゃんは叶わぬ恋をしている」だけでなく最終話「〜灯〜」も6巻に収録されている。

## 各話一覧
- 第1話 「狸ばやしがきこえる」
- 第2話 「巷に雪の降るごとく」
- 第3話 「fight!」
- 第4話 「お日さまの日々」
- 第5話 「エンジェルベイビー」 
  - その1 「カブ」、その2「ナナ」、その3「イチ」「FINAL」
- 第6話 「初恋の殿堂」
- 第7話 「PIECE OF MY LOVE」
- 第8話 「何の因果か」
- 第9話 「who」 
  - Scene.1〜Last Scene
- 第10話 「不思議な男の子」
- 第11話 「不思議な男の子2」